# Johan Amilon
Johannes (Johan) Amilon i riksdagen kallad Amilon i Everöd, född 1 januari 1852 i Höör, Malmöhus län, död 2 mars 1907 i Everöd, godsägare och riksdagsman. 
Amilon var ledamot av riksdagens första kammare 1901–1907, invald i Kristianstads läns valkrets. Han var bland annat suppleant i Lagutskottet 1902–1907. Inga uppgifter på att han skrev några egna motioner i riksdagen har hittats, men hans namn finns med på en motion om stöd till torvindustrin.
Han ligger begravd på Tryde kyrkogård, Tomelilla kommun.